# 後藤修
後藤 修（ごとう おさむ、1934年4月1日 - 2019年9月10日）は、静岡県出身のプロ野球選手（投手）・ゴルフコーチ。
現役時代は日本プロ野球史上最多の8球団を渡り歩いたジャーニーマンで、移動型民族になぞらえて「ジプシー後藤」「ジプシーの修」と呼ばれた。

## 来歴・人物

### プロ入りまで
磐田南高校時代は全く無名の存在であったが、アマチュア時代からトレーニング方法について手紙でやりとりをしていた新田恭一が松竹ロビンス監督に就任した関係で、1952年に松竹へ入団。

### 現役時代
前述のとおり、松竹（1952年）を皮切りに、大洋松竹ロビンス（1953年 - 1954年）→東映フライヤーズ（1955年）→大映スターズ（1956年）→読売ジャイアンツ（1957年 - 1958年）→近鉄バファロー（1959年 - 1960年）→南海ホークス（1961年 - 1962年）→西鉄ライオンズ（1963年）と8球団に所属。プロ入り時の松竹以外はすべてテスト入団でありながら、どの球団もテストで後藤の投球・打撃フォームを見ると痺れて前の球団より多くの金を積み、松竹（2万円）、大洋（2万3千円）、東映（3万6千円）、大映（4万円）、巨人（5万5千円）、近鉄（7万円）、南海（8万円）、西鉄（9万円）移籍する度に給料が上がっていった。松竹では小鶴誠、巨人では川上哲治・長嶋茂雄、南海では野村克也、西鉄では稲尾和久・中西太と昭和を代表する大選手とチームメイトであった。
松竹・洋松では一軍登板のないまま解雇され、1955年はまずトンボユニオンズの入団テストを受ける。球団代表らが見守る中、後藤はキャッチボールのボールをわざと後ろにそらすと、ボールを拾いに行って、90メートル離れたところからノーバウンドで返球して見せた。後藤はこれで合格が内定していたが、テスト二日目に事件が起こる。宿舎からテスト生たちが出ようとすると、球団代表の飯塚誠が「帝国陸軍の軍人は行進のとき、一歩の間隔は75センチと決まっていた!お前らも二列連隊、75センチ間隔で球場まで歩く！」と演説し、これに怒った後藤は入団を断った。
同年2月に今度は東映のテストを受け、後藤はほんの数球肩慣らしをすると、後藤はホームベース上に立ってライトスタンドに向かって遠投を始める。1球目はフェンスに直撃、2球目はフェンスを超える。そして保井浩一監督に「つまり人間の肩というのは、これだけ柔軟性というか、即応性というものがあるんですよ、だから特訓なんて意味ないんです」とテスト生でありながら日本球界の伝統を否定した。続いて行なわれた打撃テストでは後藤は場外に145メートル弾を放って見せた。その晩に後藤は監督室に呼ばれ「もちろんテストは合格だ。ただし君には打者転向という条件で契約したい」と言われたが、後藤は「私には生涯を通じて二つの趣味があります、遠征で列車移動のときに聖書を読むこと、合宿でクラシックを聴くことです。打者に転向すると眼が大事になるので聖書は読めなくなる、それから日本の公認球場はほとんど春から夏いっぱいまで右翼から、本塁に向かって風が吹く、つまり左の私が打者転向しても有利な材料はない」と言って打者転向を断った。
1956年には大映で三浦方義（29勝）に次ぐ6勝を挙げるが、同年オフに大映が高橋と合併したことから選手余剰のため戦力外となる。ここで、巨人の投手コーチになっていた新田が、監督の水原茂に「絶対にエースになる」と進言して、後藤は巨人へ入団した。巨人時代のある日後藤は1イニングでKOされ、その晩後藤の部屋にコーチが入ってきて「なぜ立ち上がりの一回でKOされたのか、納得のいく説明をしてくれ」と無茶な質問をしてきた。すると後藤は両手を振りながら「ダダダ、ダーン」とベートーヴェンの運命を歌いだした。10月23日の中日戦（後楽園）では優勝が決まった後で、杉下茂に200勝を進呈する気でレギュラー陣の多くをスタメンから外し、実績が全くない馬場正平が先発のマウンドに上がった。馬場は杉下と投げ合って5回自責点1と予想外に好投したが、水原茂監督は5回で馬場を降ろし、後藤を2番手のマウンドに上げた。後藤は7回途中まで5失点と派手に失点し、杉下は完投で200勝を飾った。
1959年に千葉茂が監督に、新田がコーチに就任した近鉄に移籍。この時、千葉と新田とが「後藤を連れて行って、今度こそ一人前にしよう」と話をして巨人に頼み込んで移籍させたという。近鉄に移籍すると3勝2敗を記録し、打っても三塁打を含む5本の安打を放った。
1961年2月に南海のテストに合格したが、南海が2月・3月と給料を払わなかったため後藤が球団幹部に問い詰めると、幹部は「入団手続きをやったのが4月上旬だから4月から給料を払う、それから君との間にはまだ何の入団書類もない。これに住所、姓名、ハンコをくれないか」と便箋用紙を差し出した。後藤は「プロ野球選手の給料は2月から11月までの10ケ月間と野球協定に明記されています。2月にテストを受け、すぐ採用通知をもらっていれば、2月分から給料をもらうのは当たり前でしょう。第一プロ野球選手は統一契約書に署名、捺印するもので白紙の便箋用紙に書けというのは協約違反もいいところだ」とやりかえした。結局この争いは夏まで続き、最後にはシブチン商法とも言われた南海が2月にさかのぼって給料を支払っている。同年5勝（6敗）を挙げると、古巣・巨人との日本シリーズでは、10月24日の第2戦（大阪）に中継ぎとして3番手で登板を果たす。
1963年に西鉄に合格したが1年でクビになった。次は阪急のテストを受けに行ったが、二軍捕手相手に50球ほど投げ込んだところで、歩いてきた西本幸雄監督が「後藤君、本当に残念なのだがストレートが捕手の前でみんなお辞儀をしてしまう」と不合格を告げた。すると後藤は捕手に深々と頭を下げてから「西本さん、今のプロ野球で沈むボールを投げるのは右投手ばかりですよ。だから左でも沈むストレートを投げてみようと、いま実験したら成功しましたね」、このセリフを残してプロ野球界から去った。

### 引退後
引退後は故郷の磐田に戻って土木建築業の会社に勤め、1964年暮れに退職して上京して運送会社の運転手を5年ほど勤めた。
1967年頃から野球評論を書いて新聞社・出版社に送り続け、1968年から週刊文春に野球随筆『ジプシー球談』の連載を開始、1972年まで続けた。こうして評論家として活動するようになり、1972年には1年だけサンテレビボックス席解説者を務めた。スポーツニッポンでも評論を行っていたが、スポニチ時代の1972年には混戦のセ・リーグ優勝争いを佐藤栄作辞任後の「三角大福中」による自民党総裁選になぞらえ、V8を狙う巨人は福田赳夫、伝統と玄人芸を誇る名門・阪神は大平正芳、大洋は別当薫監督でなく青田昇ヘッドコーチを田中角栄にし、中日は与那嶺要監督で三木武夫、ヤクルトは中曽根康弘とした。
この間、1969年に週刊ゴルフダイジェストから『ジプシーのゴルフ武者修行』の企画を持ち込まれる。ゴルフをしない後藤が、初めて道具を買って、練習場に通い、ゴルフ場に出た後までを、後藤自身が連載するものであった。この企画を通じて、後藤はゴルフにのめり込んで、ティーチング・プロ（試合に出場せず、ゴルファーの指導に専念するプロゴルファー）となり、のちに、中嶋常幸や尾崎将司などを指導した。鈴木亨やすし石垣も元門下生の一人である。ゴルフに関する著書も発表している。
2019年9月10日、85歳で死去。

## 選手としての特徴
ヘラクレスのような筋肉質の体つきで、直球はスピードがあって重く、巨人時代は同じく速球派であった別所毅彦・大友工がブルペンで一緒に投球練習をするのをいやがるほどであった。オーバースローから速球のほか、スライダー・カーブ・ドロップ・シュート・ナックルなどを投げ分けた。しかし、制球力に難があり、試合で投げると三者連続三振を取ったと思ったら、次の回は四球を連発して押し出しになるなど、投球が安定していなかった。
打撃も長打力はあったが、変化球に弱かった。

## 詳細情報

### 年度別投手成績
| 年 度     | 球 団     | 登 板 | 先 発 | 完 投 | 完 封 | 無 四 球 | 勝 利 | 敗 戦 | セ 丨 ブ | ホ 丨 ル ド | 勝 率 | 打 者 | 投 球 回 | 被 安 打 | 被 本 塁 打 | 与 四 球 | 敬 遠 | 与 死 球 | 奪 三 振 | 暴 投 | ボ 丨 ク | 失 点 | 自 責 点 | 防 御 率 | W H I P |
| --------- | --------- | ----- | ----- | ----- | ----- | -------- | ----- | ----- | -------- | ----------- | ----- | ----- | -------- | -------- | ----------- | -------- | ----- | -------- | -------- | ----- | -------- | ----- | -------- | -------- | ------- |
| 1955      | 東映      | 5     | 3     | 0     | 0     | 0        | 0     | 0     | --       | --          | ----  | 74    | 15.1     | 17       | 1           | 10       | 0     | 1        | 9        | 0     | 0        | 12    | 9        | 5.28     | 1.76    |
| 1956      | 大映      | 33    | 11    | 3     | 0     | 0        | 6     | 12    | --       | --          | .333  | 474   | 112.2    | 105      | 11          | 37       | 1     | 3        | 65       | 3     | 1        | 56    | 43       | 3.43     | 1.26    |
| 1957      | 巨人      | 26    | 8     | 1     | 0     | 0        | 2     | 3     | --       | --          | .400  | 329   | 80.1     | 67       | 12          | 27       | 2     | 2        | 61       | 0     | 1        | 29    | 27       | 3.02     | 1.17    |
| 1958      | 巨人      | 1     | 0     | 0     | 0     | 0        | 0     | 1     | --       | --          | .000  | 14    | 2.1      | 3        | 1           | 3        | 0     | 0        | 1        | 0     | 0        | 3     | 2        | 7.71     | 2.57    |
| 1959      | 近鉄      | 25    | 6     | 0     | 0     | 0        | 3     | 2     | --       | --          | .600  | 279   | 65.1     | 64       | 5           | 29       | 0     | 0        | 43       | 1     | 0        | 30    | 29       | 3.99     | 1.42    |
| 1960      | 近鉄      | 23    | 5     | 1     | 0     | 0        | 1     | 4     | --       | --          | .200  | 280   | 62.0     | 74       | 10          | 25       | 1     | 1        | 47       | 0     | 0        | 36    | 34       | 4.94     | 1.60    |
| 1961      | 南海      | 36    | 9     | 1     | 0     | 0        | 5     | 6     | --       | --          | .455  | 386   | 93.0     | 85       | 11          | 34       | 1     | 2        | 88       | 3     | 0        | 36    | 35       | 3.39     | 1.28    |
| 1962      | 南海      | 7     | 1     | 0     | 0     | 0        | 1     | 2     | --       | --          | .333  | 43    | 8.2      | 12       | 0           | 4        | 0     | 1        | 4        | 1     | 0        | 7     | 7        | 7.27     | 1.84    |
| 1963      | 西鉄      | 13    | 0     | 0     | 0     | 0        | 0     | 1     | --       | --          | .000  | 69    | 15.2     | 10       | 1           | 9        | 0     | 3        | 14       | 2     | 0        | 8     | 7        | 4.02     | 1.21    |
| 通算：9年 | 通算：9年 | 169   | 43    | 6     | 0     | 0        | 18    | 31    | --       | --          | .367  | 1948  | 455.1    | 437      | 52          | 178      | 5     | 13       | 332      | 10    | 2        | 217   | 193      | 3.81     | 1.35    |

### 背番号
- 32 （1952年、1954年）
- 42 （1953年）
- 60 （1955年）
- 54 （1956年）
- 46 （1957年 - 1958年）
- 13 （1959年 - 1960年）
- 75 （1961年）
- 31 （1962年）
- 35 （1963年）

## 著書
- ジプシー球談　やぶにらみのプロ野球哲学（1970年、サンデー新書）
- オレは飛ばし屋 ジプシーの非常識ゴルフ論（1973年、スポーツニッポン新聞社出版局）
- ゴルキチに捧げる本（1977年5月、エフプロ出版）※「ジプシー後藤」名義
- 復活!!中島常幸改造打法の秘密（1990年10月、講談社）ISBN 4061778013
- 中島常幸改造打法の秘密（1992年10月、講談社）ISBN 406185254X
- 軌跡の300ヤード打法 爆飛びゴルフ!（2000年4月、小学館）ISBN 409417351X